# Алберто Томба
Алберто Томба (на италиански: Alberto Tomba) е знаменит италиански скиор, трикратен олимпийски шампион и двукратен световен шампион, състезател в дисциплините слалом и гигантски слалом. Има девет титли от Световната купа по ски алпийски дисциплини. Известен е с прякора „Бомба“ (Tomba la Bomba). През 1998 година се отказва от активна състезателна дейност. През 2000 година е награден с почетен Олимпийски медал за цялостната си спортна кариера и за приноса в развитието на спорта.
Печели първата си победа за Световната купа на 27 ноември 1987 година в Сестриере.